# Беренс, Рейнгольд
Рейнгольд (Рейнхольд) Беренс (нем. Reinhold Berens; 1745—1823) — российский врач, естествоиспытатель; доктор медицины.

## Биография
Родился 12 (23) января 1745 года в Риге; происходил из рода балтийских немцев Беренсов; был младшим ребенком в семье богатого рижского купца Арендса Беренса (1687—1747) и Йоханны Софии, урожденной Бумгард.
Учился в рижской «Domschule», в 1756 году перешёл в Рижский лицей, а в 1761 году — опять в «Domschule». После этого Беренс отправился в Берлинский университет с целью получения теологического образования, но один из школьных товарищей уговорил его посвятить себя не богословию, а медицине. Беренс начал заниматься в берлинском Медико-хирургическом институте (нем. Collegium medico-chirurgicum); также совершенствовался y Гледича и Герхарда. 
Осенью 1768 года Беренс перешёл в Гёттингенский университет. Там, часто совершая поездки в Гарц, он заложил основу своей коллекции минералов; 16 августа 1770 года получил научную степень доктора медицины за диссертацию «Le Dracone arbore Clusii» и вернулся в Ригу. 
В 1771 году Беренс отправился в Санкт-Петербург, где получил от Медицинской коллегии разрешение практиковать в Российской империи, и поехал в Москву — к своему брату, отставному майору русской императорской армии, Генриху (Адаму) Беренсу (1742—1787), имевшему под Москвой пороховые и бумажные фабрики. В то время генерал И. А. Деколонг искал кандидата на вакантное место генерал-штаб-хирурга для Сибирского корпуса; Беренс выразил желание занять этот пост и в 1773 году отправился в Томск, где ему были подчинены все местные лазареты. Вскоре после приезда Беренс «перенес нервную горячку», когда поправился, занимался медицинской практикой и, кроме того, не прекращал своих естественно-исторических изысканий. Поездки для осмотра подчиненных ему лазаретов превращались в большие ботанические и минералогические экскурсии.
В 1774 году он был избран почетным членом Берлинского общества друзей природы.
В мае 1776 года Рейнгольд Беренс отправился по Иртышской линии к Усть-Каменогорской крепости, затем через Алтай, к реке Бухтурме и обратно в Усть-Каменогорскую; после этого, через лежащие в долинах Алтая Тигерекский форпост и крепость Чариш, доехал до Бийска и посетил Колывано-Воскресенские горные работы (см. Колывано-Воскресенский горный завод); оттуда он отправился в Барнаул и в августе вернулся в Омск. 
В 1780 году Беренс оставил свою должность в Сибири, поехал в Ригу, женился там и затем отправился в Москву, где занялся усовершенствованием производства пороха и бумаги на фабриках брата. Приобрёл в селе Преображенском участок земли, где был построен первый в Москве сахарный завод, соучредителем которого он стал. Сырьё для завода поставлял его брат Карл, но в 1784 году поставки прекратились и завод пришлось закрыть. 
В 1784 году Рейнгольд фон Беренс вернулся в Ригу, где совместно с Ю. К. Д. Мюллером занялся устройством типографии. В 1786—1819 годах заведовал, основанным его троюродным братом Николаем фон Гимселем, городским естественным кабинетом (ныне — Музей истории Риги и мореходства).

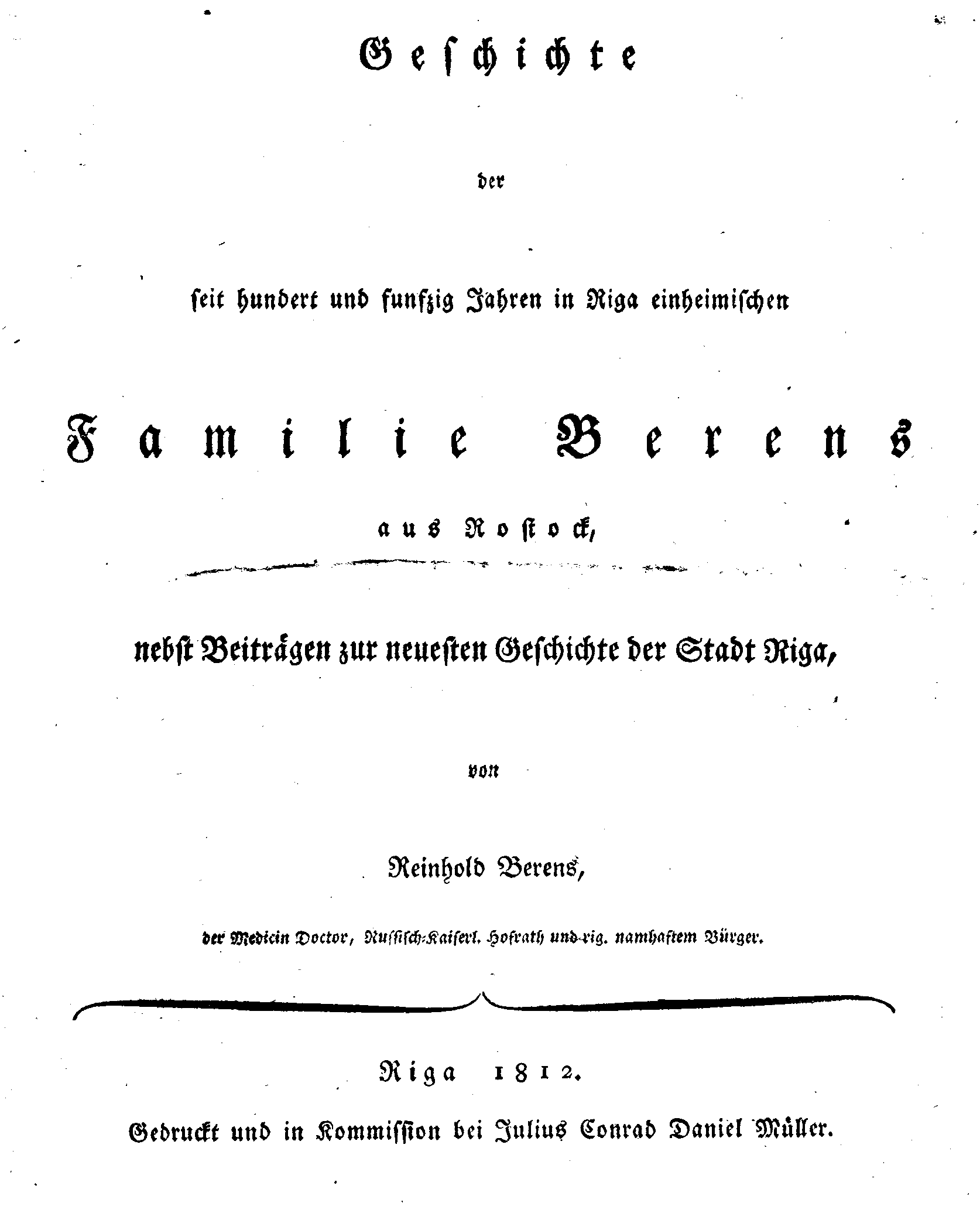

Был женат на Марии фон Крюгер.
Умер в Риге 8 (20) октября 1823 года.